# Talara simulatrix
Talara simulatrix là một loài bướm đêm thuộc phân họ Arctiinae, họ Erebidae.